# Giáo hoàng Urbanô IV
Urbanô IV (Latinh: Urbanus IV) là vị giáo hoàng thứ 182 của giáo hội Công giáo.
Theo niên giám tòa thánh năm 1806 thì ông đắc cử Giáo hoàng năm 1261 và ở ngôi Giáo hoàng trong 3 năm 1 tháng 2 ngày. Niên giám tòa thánh năm 2003 xác định ông đắc cử Giáo hoàng ngày 29 tháng 8 năm 1261, ngày khai mạc chức vụ mục tử đoàn chiên chúa là ngày 4 tháng 9 và ngày kết thúc triều đại của ông là ngày 2 tháng 10 năm 1264.

## Trước khi trở thành giáo hoàng
Giáo hoàng Urbanus IV sinh tại Troyes (Pháp) với tên là Jacques Pantaléon trong một gia đình có nguồn gốc tầm thường, cha ông là một thợ vá giày.
Ông là giáo sĩ ở nhà thờ chính tòa khoảng năm 1195, linh mục và nhà thuyết giảng năm 1215, gắn bó với Giám mục Laon năm 1216, tiến sĩ thần học năm 1220.
Ông là tổng phó tế của Laon năm 1238 rồi Liège năm 1241; tuyên úy nhà nguyện của Giáo hoàng; Giám mục Verdun năm 1253 rồi thượng phụ Giêsusalem năm 1255.

## Giáo hoàng
Ông được bầu làm Giáo hoàng ngày 29 tháng 8 năm 1261. Ông là Giáo hoàng người Pháp đầu tiên kể từ Sylvestrô II và Urbanô II. 
Ông từ chối nhìn nhận Manfred là vua của Sicilia vì vậy Manfred xâm chiếm Lãnh Địa Giáo hoàng. Đức Urban xin vua Pháp giúp đỡ, ngài ban cho ông này làm vua Sicilia. Ông này lại đề xuất người anh em của mình là Charles d’Anjou.
Urbanus IV thiết lập ngày lễ Corpus Domini. Năm 1264, ông ban hành lập lễ trong Giáo hội hoàn vũ; về sau trở thành lễ Mình Thánh Chúa Kitô mừng kính 60 ngày sau lễ Phục Sinh. Năm 1261, lễ này được cử hành ở Liège dưới tên "Thánh Thể". Ông bổ sung luật lệ của Toà Án Truy Tà. 